# Donnellan Glacier
Donnellan Glacier är en glaciär i Antarktis. Den ligger i Västantarktis. Chile gör anspråk på området. Donnellan Glacier ligger 2 660 meter över havet.
Terrängen runt Donnellan Glacier är bergig åt nordost, men åt sydväst är den kuperad. Trakten är obefolkad. Det finns inga samhällen i närheten. 